# عبد المحسن جعفر
عبد المحسن سليمان جعفر (مواليد 15 سبتمبر 1993) هو لاعب كرة قدم سعودي يلعب حالياً في نادي التهامي.

## مسيرة اللاعب
لعب سابقاً في نادي التهامي ونادي حطين.

## الحياة الشخصية
هو شقيق اللاعب عبد الوهاب جعفر.